# Saint Thomas (Ontario)
Saint Thomas es una ciudad canadiense ubicada al suroeste de la provincia de Ontario. Obtuvo la categoría de ciudad el 4 de marzo de 1881. La ciudad es la sede del condado de Elgin, aunque la ciudad se rige como ciudad independiente. Es parte del área metropolitana de London.

## Toponimia
La ciudad fue nombrada en honor a Thomas Talbot, quien ayudó a promover el desarrollo de esta región durante el siglo XIX.